# Parafia Matki Bożej z Lourdes w Raliwce
Parafia Matki Bożej z Lourdes w Raliwce − parafia rzymskokatolicka znajdująca się w archidiecezji lwowskiej w dekanacie Sambor.
Parafia nie posiada własnego proboszcza i jest administrowana dojazdowo przez proboszcza z parafii Sambor.